# Hanan

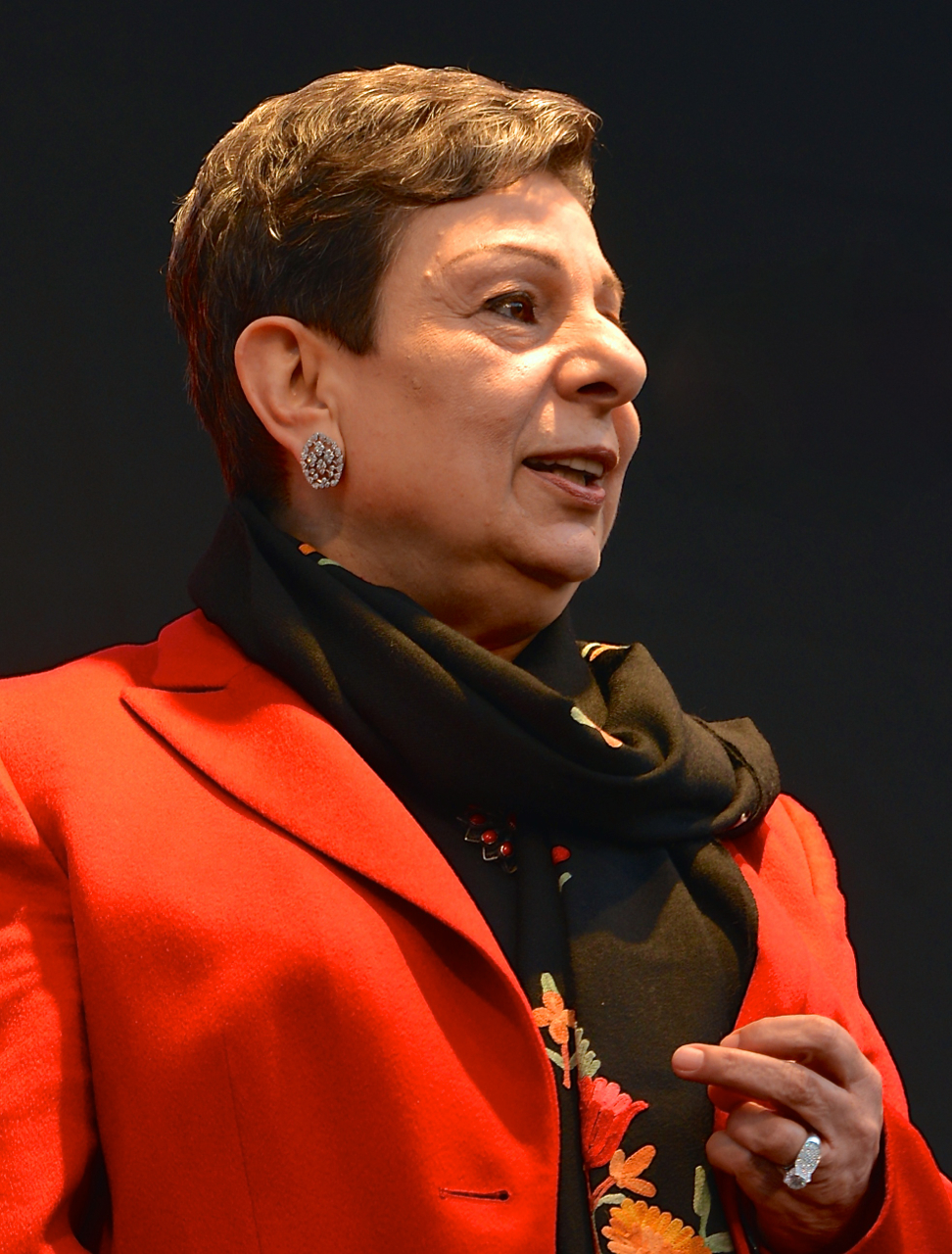
Hanan Ashrawi, 2013.

Hanan är både ett hebreiskt pojknamn med betydelsen nådig och ett arabiskt flicknamn med betydelsen ömhet. Det är även ett bibliskt namn.

## Kända personer med namnet  Hanan

### Kvinnor
- Hanan Ashrawi, palestinsk politiker
- Hanan al-Shaykh, libanesisk författare